# Osenniy marafon
Osenniy marafon é um filme de drama soviético de 1979 dirigido e escrito por Georgiy Daneliya. Foi selecionado como representante da União Soviética à edição do Oscar 1980, organizada pela Academia de Artes e Ciências Cinematográficas.

## Elenco
- Oleg Basilashvili - Andrey Pavlovich Buzykin
- Natalya Gundareva - Nina Yevlampyevna Buzykina
- Marina Neyolova - Alla Mikhaylovna Yermakova
- Evgeniy Leonov - Vasily Ignatyevich Kharitonov
- Norbert Kuchinke - Bill Hansen
- Nikolay Kryuchkov - Kolya
- Galina Volchek - Varvara Nikitichna
- Olga Bogdanova - Yelena